# Sisyfusgemaal
Het Sisyfusgemaal is zowel een bouwkundig als artistiek kunstwerk (toegepaste kunst) in Amsterdam Nieuw-West.

## Kunst
Het op een aquaduct gelijkend object is ontworpen in opdracht Stadsdeel Osdorp en Ingenieurs Bureau Amsterdam. Zij vroegen rond 1994 aan kunstenaar Erik de Lyon om een afvoer van het Poldergemaal Middelveldsche Akerpolder, vanwege de nieuwe inrichting van het tuinbouwgebied De Aker tot een woonwijk.
Een voorganger van dit gemaal, de Akermolen, staat er sinds 1874, maar is in 1921 buiten werking gesteld door de komst van een elektrisch gemaal. Er werd in 1994 een nieuw gemaal gebouwd naar ontwerp van architect Remco van Dam, dat voor de afvoer van het water een uitweg moest hebben, er kwam de goot, onderdeel van het Sisyfusgemaal.
Het Sisyfusgemaal verwijst naar de mythologische figuur Sisyphus, die als straf van de goden gedurende het restant van zijn leven een rotsblok tegen een berghelling moest opduwen, eenmaal boven gekomen rolde de steen naar beneden en Sisyphus kon opnieuw beginnen. Het gemaal heeft dezelfde straf. Water uit de laaggelegen Akerpolder wordt vanuit de Machinetocht via een dikke buis op het aquaduct gepompt, stroomt via een betonnen goot naar de Ringvaart van de Haarlemmermeerpolder en wordt via het waterhuishoudingsysteem van Rijnland geloosd in het Noordzeekanaal en de Noordzee. Daar verdampt het, keert als wolk terug naar het land; valt als neerslag in de polder en de waterkringloop begint opnieuw.
De Ringvaartdijk doemt zelf glooiend op vanuit de polder. Door middel van het kunstwerk laat de kunstenaar direct het verschil in niveaus zien tussen de polder en de ringvaart.   

## Brug 2318
Om het water vanuit het aquaduct te kunnen lozen moest een stukje dijk uitgegraven worden waarin de betonnen goot werd gelegd. Aangezien ter plaatste het voet- en fietspad Zwarte Pad loopt verscheen er ook een brugje over de goot, het kreeg brugnummer 2318. 

## Afbeeldingen

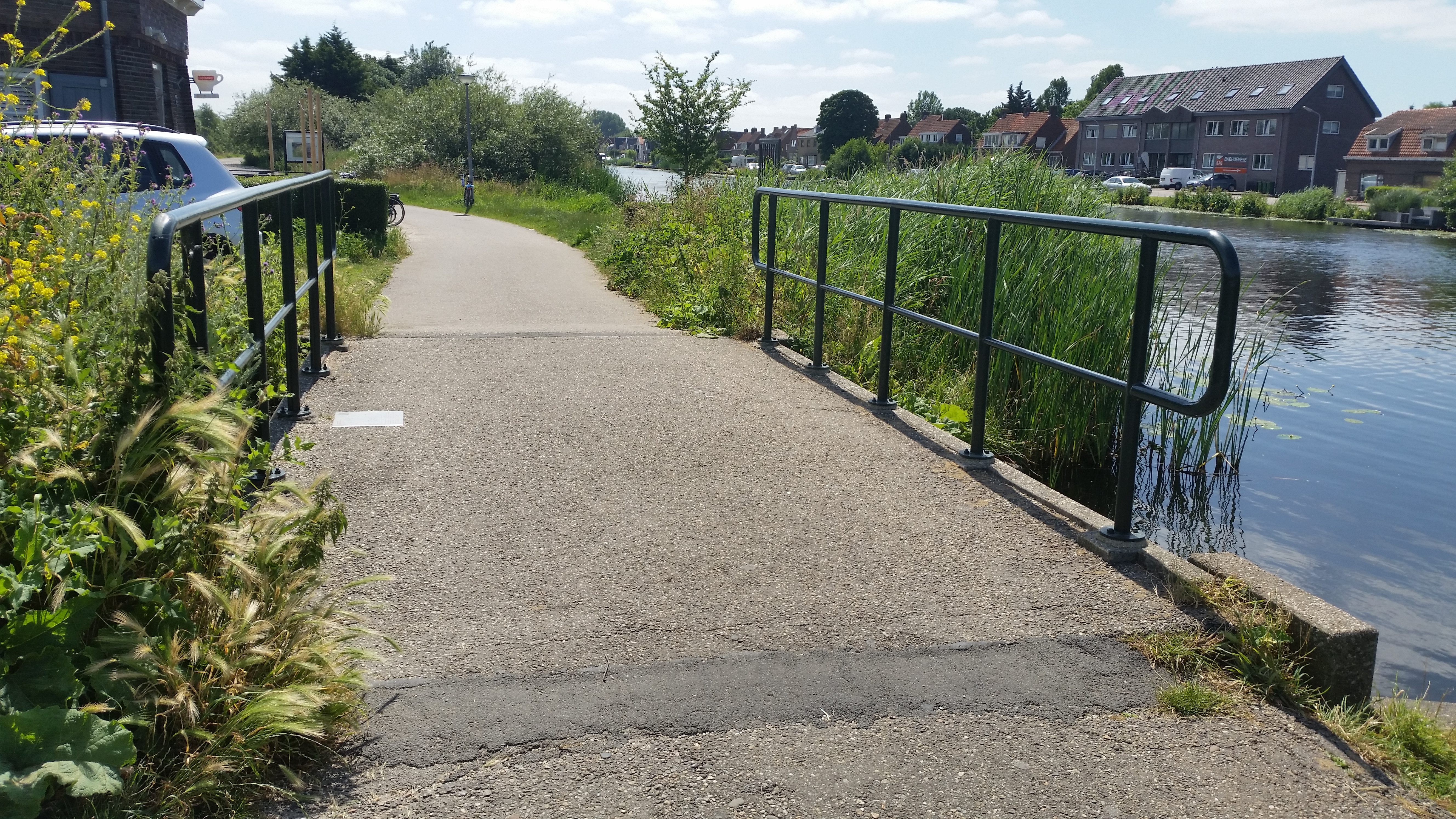
Brug 2318 over de goot van het Sisyfusgemaal (juni 2019)
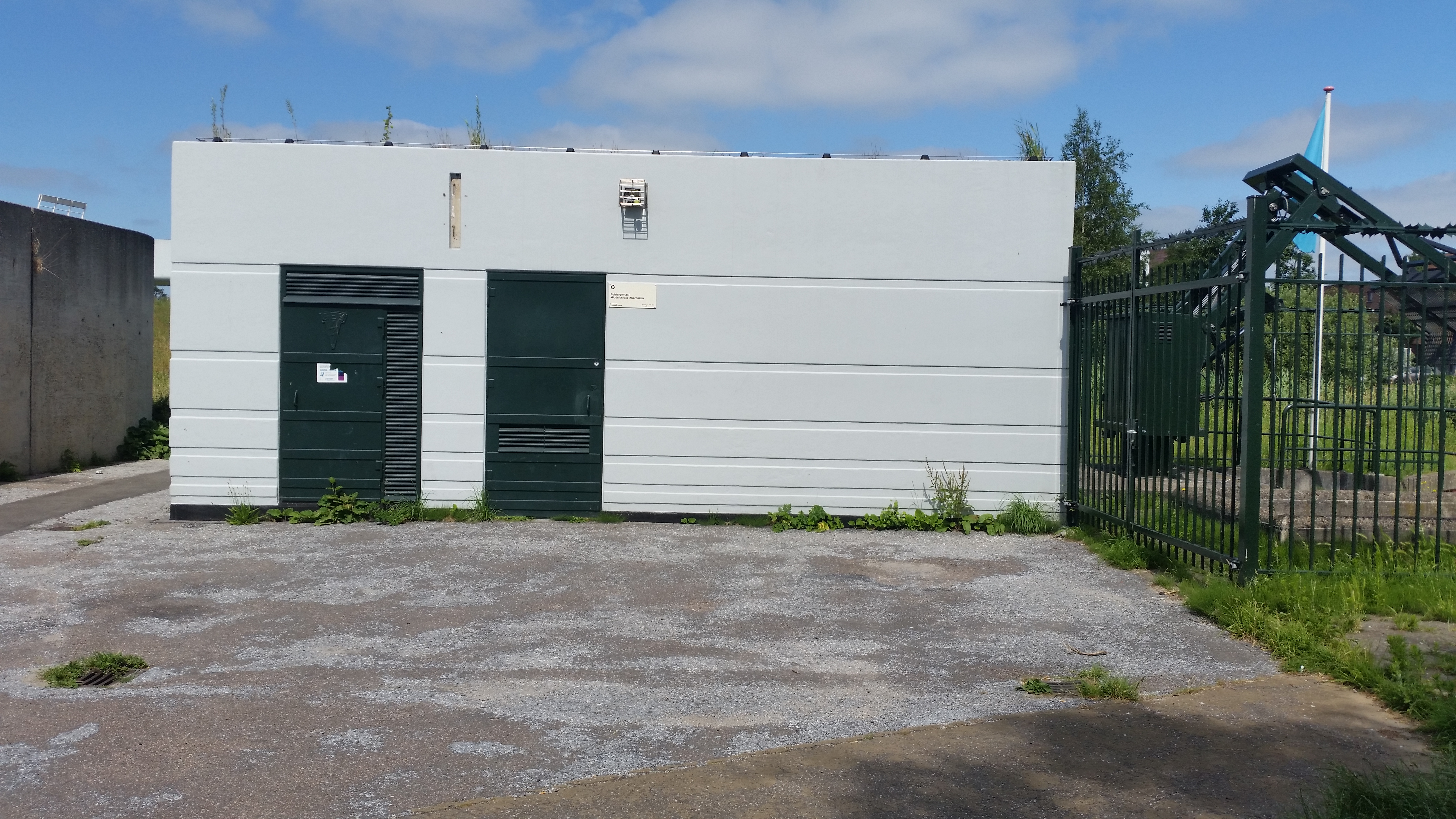
Gemaalgebouw (juni 2019)
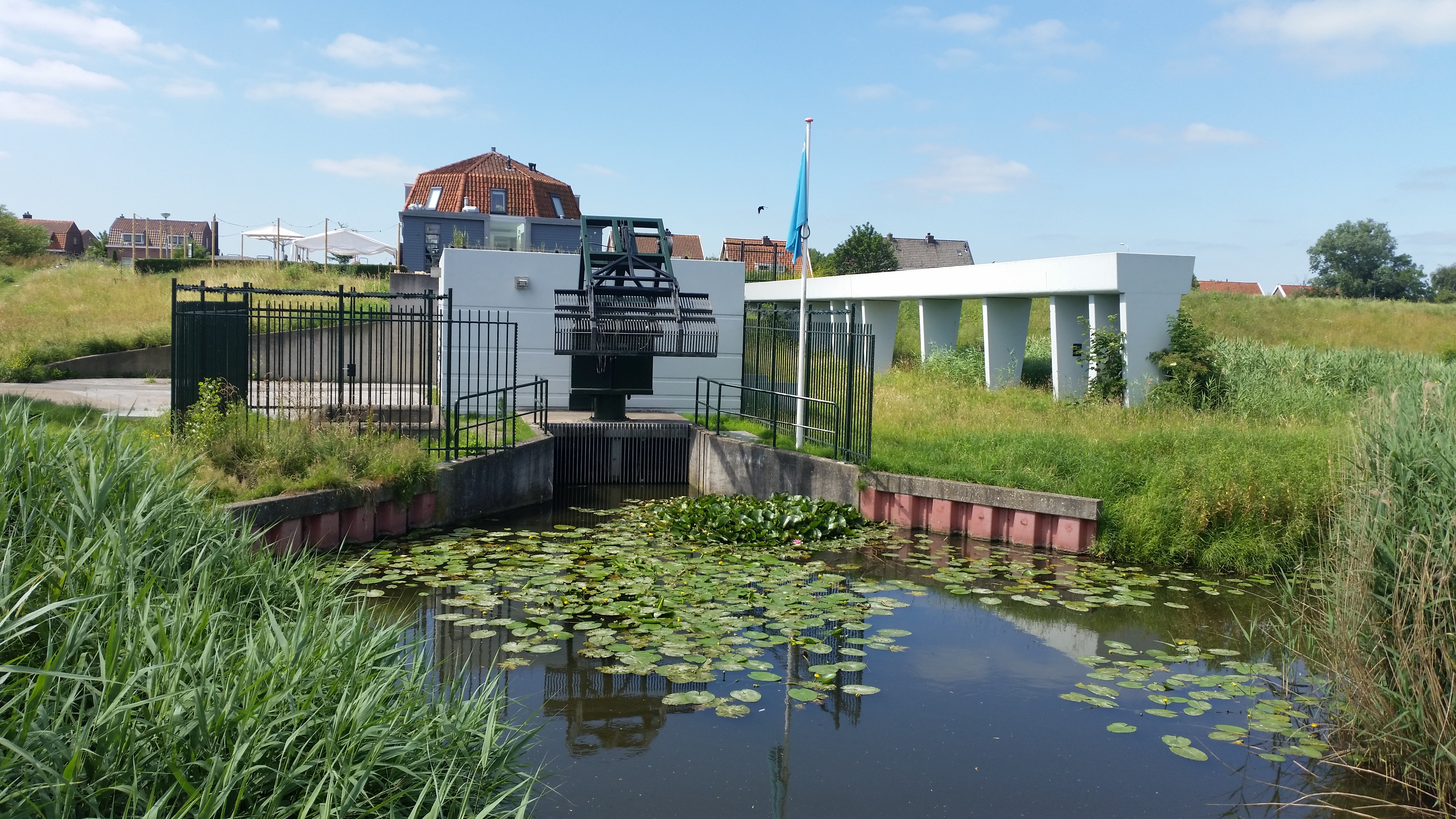
Gemaalgebouw, Sisyfusgemaal en Akermolen (juni 2019)